# 硫黄鳥島
硫黄鳥島（いおうとりしま）は、沖縄県における最北端の島で、県内唯一の活火山島である。
14世紀後半から明王朝へ進貢する硫黄の産地として知られ、琉球王国が終了する19世紀中頃まで、琉球と明・清朝の朝貢関係を繋ぐ重要な島であった。1903年（明治36年）の久米島集団移住後も硫黄採掘が行われたが、1959年（昭和34年）の噴火により住民は島外へ移住、1967年（昭和42年）には採掘従事者も撤退し、これ以降は完全な無人島となった。この背景から、硫黄鳥島は久米島町に属している。

## 地理
徳之島の西約65km、久米島の北東約200kmの東シナ海に位置する。沖縄諸島の最北端であるが、地理的には奄美群島に近い。面積は2.50km2、周囲7.3km、標高212mの火山島である。かつては単に「鳥島」と言われ、島外へ移住した人々からは「元鳥島」と呼ばれる。また他に「琉球鳥島」、火山名として「沖縄鳥島」と称されたこともある。「硫黄鳥島」という名称は、1935年（昭和10年）に木下亀城が著した論文などに見受けられ、それ以降この名称が広まったとされる。久米島北東沖に位置する鳥島（この島は「久米鳥島」ともいわれる）、または移住先の久米島・鳥島集落と区別するためだと思われる。
琉球王朝時代において、泊地頭の下に設置された「泊頭取方」は、泊村（那覇市の泊（とまり）と前島（まえじま）地区にほぼ相当する）と共に硫黄鳥島を管轄した。1879年（明治12年）に沖縄県、1896年（明治29年）に同県島尻郡に、1904年（明治37年）に移住先の具志川間切、1908年（明治41年）に具志川村の大字として「硫黄鳥島」となり、一島で一字を構成する。2002年（平成14年）4月1日に具志川村は隣接する仲里村と合併し久米島町となり、2015年（平成27年）1月現在でも硫黄鳥島は当町に属する。

### 地形・地質
硫黄鳥島は北西 - 南東方向に伸びる細長い島で、長さは約3km、幅約1kmにおよぶ。北側の硫黄岳火山体には島内最高峰の「方位」（「ホーイノ山」、「トリノトコヤギーノ山」とも）と「硫黄岳」が、南端にはグスク火山体の「前岳」（「前嶽」とも）がそびえる。全島の岩石のほとんどは安山岩質で、侵食に弱い火山砕屑岩で構成され、島の周囲は波蝕により海食崖に覆われている。東部の海岸から観察すると、様々な砕屑物により縞模様に見え、また海岸の砂浜は火成岩由来の黒色に帯びている。グスク火山体の中央にある「グスク」と島北西端に位置する「フツヤ山」は地下から押し上げられた溶岩で形成された山である。またマグマが隙間に貫入してできた岩脈が島南部に見受けられ、中には周囲が削られ岩脈が三角形状に露出した岩が存在する。島周辺のサンゴ礁は全体的に発達していない。

### 火山
硫黄鳥島は、北西の硫黄岳火山体と南東のグスク火山体の2つの火山により構成されている、地質学で島全体は「硫黄鳥島火山」と呼ばれる。火山噴火予知連絡会は、火山活動度のランク付けをAからCの3段階評価で行い、2007年（平成19年）末現在で硫黄鳥島は「ランクB」に分類されている。硫黄鳥島は九州の阿蘇山・桜島からトカラ列島へ続く霧島火山帯の最南端に属し、約数万年前の更新世後期に火山活動を開始したと考えられる。
硫黄岳火山は火山活動が活発で、南西に向いた高さ約100mの崖から常時硫黄を含む噴気を上げ、崖下には乳白色に呈した火口湖が見られる。一方、グスク火山は硫黄岳と比較して火山活動は穏やかであるが、山体は島の3分の2を占める。2つの外輪山と中央火口丘を有する三重式の火山で、外側の外輪山の直径は約1.5kmにおよぶ。
以下の表に硫黄鳥島の噴火活動記録を示す。過去に幾度もなく噴火に伴う降灰、爆発鳴動や地震を引き起こしてきた。1903年（明治36年）に大鳴動と地震により、硫黄採掘者を除く島民全員が久米島へ移住、1959年（昭和34年）にも噴火によって全島民が島外に移住している。そして1967年（昭和42年）も噴火により出稼ぎ採掘員が撤退し、それ以降は無人島と化している。2015年（平成27年）に気象庁と第十一管区海上保安本部が行った火山調査では、硫黄岳から少量の噴気が認められたが、グスク火山からは観測されなかった。
| 発生時期                                                                                               | 火山活動・被害 |
| --- | --- |
| 1631年                                                                                                 | 噴火。死者多数。 |
| 1664年                                                                                                 | 噴火、地震。『球陽』には1人死亡と記載。 |
| 1796年11月頃                                                                                           | 噴火による降灰。島民は事前に徳之島へ避難。火山灰は沖永良部島までに到達し、当島の農作物に被害。翌年、バジル・ホールが硫黄鳥島付近を探索した際、既に噴火は沈静化していたという。 |
| 1829年12月1日                                                                                          | 噴火に伴う火山爆発。硫黄鉱区の大半が焼失し、島民は徳之島へ避難。火山灰は加計呂麻島まで達する。                                                                                 |
| 1855年                                                                                                 | 2,3ヶ月に1回の割合に噴火。硫黄鳥島内の農作物に被害。 |
| 1868年                                                                                                 | 2月ないし3月に噴火したが、勢いは小さく、降灰も少なかったという。 |
| 1903年3月 - 8月                                                                                        | 3月15日頃から噴煙開始し、4月には鳴動と降灰が度々発生した。5月3日頃に噴火は最盛を迎え、8月頃まで火山活動は継続。島民のほとんどは久米島に移住し、採掘員が残留。                  |
| 1934年                                                                                                 | 5月頃に噴気を確認。グスク火山北側に3か所の噴気孔が形成。7月2日に関西の新聞社が硫黄鳥島の噴火を伝えたが、誤報であった。                                                         |
| 1959年6月8日                                                                                           | 硫黄岳火口から噴煙発生、上空約3,000mまで上昇。噴石や降灰などの火山活動は約1ヶ月続き、島民全員を那覇などに移住。                                                                |
| 1967年11月25日頃                                                                                       | 噴煙多量につき、硫黄採掘者は島外へ避難。それ以降、硫黄鳥島は無人島のままである。                                                                                               |
| 1968年7月18日頃                                                                                        | 航行中の漁船が噴火を目撃。降灰を確認。 |
| - 出典は主に、『日本活火山総覧 第2版』、『日本の火山 (III)』から。一部の項目に他の文献も付記している。 | |

### 生物
硫黄鳥島のほとんどは火山砕屑物で構成されていることから、海底火山による噴出物の堆積により島が形成されたと考えられる。大陸との陸続きがなかったため、動植物の種類は少ない。それらは風や鳥または流木などによって運ばれたか、人間の手によって持ち込まれたのが繁殖した可能性が高い。

#### 動物
哺乳類に関しては人為的に持ち込まれ、野生化したネズミとヤギが確認された。爬虫類は小型のトカゲが発見されたのみで、島内にハブは生息していない。鳥類はセッカのみが繁殖し、他にクロサギとミサゴが飛来している。昆虫などはシジミチョウ（大型のアゲハチョウは確認されず）、カタツムリ、アリ、クモの仲間が生息している。

#### 植物
現在も噴気活動している硫黄岳火山には植物がほとんど生育していないが、グスク火山全体は緑に覆われている。沖縄県では島内のみに分布するマルバニッケイや、県内では生息域が限られているシャシャンボなどの低木が生育している。硫黄岳火口壁にはハチジョウススキが群生しているのみである。集落跡の平坦地には、ススキ・チガヤなどが混生する草原が広がる。また人間により植え付けられたリュウキュウマツとシークァーサーが、さらにかつての島民が栽培したと思われるタバコも見受けられる。

## 歴史
硫黄鳥島は古くから硫黄の産地として知られ、明への貿易重要品目の一つであった。1534年の『使琉球録』には「硫黄山」、『海東諸国紀』には「鳥島」、徐葆光の『中山伝信録』に「土里臣馬」と記されている。また、アントワーヌ・ゴービルの著書に「硫黄山 (Montagne de soufre)」、バジル・ホールの探検記には「硫黄島 (Sulphur Island)」と表記され、白煙を噴く硫黄鳥島の挿絵が描かれている。
島への定住時期は不明で、14世紀後半の察度王統以前と思われる。1634年（正保3年）の『正保国絵図』には「人居有り」と記載され、この頃は確実に島民は存在していた。1376年（洪武9年）に中山王・察度が硫黄4千斤を明へ進貢したのが始まりで、多いときには1年で4隻合計7万斤を朝貢した。硫黄鳥島から採掘された硫黄は現在の那覇市の泊（とまり）まで運搬され、崇元寺の西に位置していた「硫黄蔵」に保管された。原鉱硫黄を約2 - 3万斤を進貢していたが、船の積載量不足により嘉靖年間（16世紀中頃）に精錬硫黄に変更され、1万数千斤にまで軽減し進貢している。精錬作業は「硫黄蔵」と那覇港内の「硫黄城」で行われ、硫黄は那覇港に停泊していた進貢船へ運搬された。
1609年に琉球へ侵攻した薩摩藩は、与論島以北の島々を領地としたが、中国との進貢貿易を存続させるため、硫黄鳥島を琉球王国の領地として存置した。その際、琉球と薩摩藩は、硫黄鳥島と与論島を交換する協定を結んだとされているが、桂博文は薩摩藩は領地として島を獲得するのが目的でなく、琉球の安定支配であり、交換説は後世の創作ではないかと述べている。泊地頭の下に設置された「泊頭取方」の管轄となり、島民から選出された役人は、島内の貢納管理と治安秩序の維持に務めた。毎年島民は硫黄1万6千斤と摺貝800枚の上納義務を課せられたが、代わりに夫役免除と糧米が支給された。硫黄の上納高は1763年には1万斤とあるが、他の史料には1万2060斤、もしくは2万斤と摺貝800枚ともある。1666年に支給米が増量され、また1742年にノロの食糧も倍増支給された。こうした優遇政策に惹かれた島外民が移住し、人口は増加した。しかし硫黄鳥島は火山島で樹木が無く、水は天水に頼らざるを得なく、旱魃による渇水に苦労した。1810年には、島民らが井戸を掘り当て、首里王府から恩賞を授かっている。
琉球処分後の1882年（明治15年）に発生した飢饉で、沖縄県は島民に久米島への移住を推奨したが、提案は拒否された。そのため、廃藩置県後も行われた給米支給を廃止し、代替策として給米3年分の下附金で島民を自活させようとした。しかし、近世中後期の101人、1878年（明治11年）は508人、その25年後の1903年（明治36年）には732人まで人口は増加、その一方で島内の農作物の生産は追いつかず、島民の生活は益々困窮した。そこで島民らは、硫黄の上納免除を政府に請願し、硫黄の売り上げで生活補助に充てるという対策を打ち出し、1888年（明治21年）に受理され、日本で唯一の納税義務の無い島となった。売り上げ金は、島の共有金としての積み立てと、採掘従事者への賃金に割り当てられた。
移住以前における島民の生活は限界に達していた。硫黄採掘以外の産業は、甘藷栽培とイカ漁が主で、飢饉に備えるためのソテツが島の至る所に植え付けられていた。医者はおらず、学校も無く、島内で十分な治療や教育を受けられない状態であった。1903年（明治36年）4月に硫黄採掘坑が爆発、日本政府・沖縄県・地震調査会らは現地調査の結果より、島民に集団移住を催促した。島民の多数は賛成し、残りの反対者を説得させた後に開かれた島民大会では、全会一致で移住を決定した。同年12月19日に345人、翌年の1904年（明治37年）2月11日に硫黄採掘員93人を除く203人を硫黄鳥島から引き揚げ、当時の久米島具志川間切大田の仲泊（なかどまり）海岸付近に移住、「鳥島」という名の集落を新設した。当時の島尻郡長を務めた斎藤用之助は、1904年（明治37年）6月29日付に移住の経緯を記した「鳥島移住報告書」を知事に提出した。
久米島への移住後も、42世帯が硫黄鳥島に再び入植した。戦前で使用された沖縄県内の石臼はすべて硫黄鳥島産であった。戦前には国策会社による硫黄採掘が行われ、人口は600人に達し、小中学校・診療所・役場も設置された。しかし、1959年（昭和34年）の噴火により全島民21世帯85人は那覇や久米島に移住、1967年（昭和42年）も噴火により出稼ぎで来島した採掘員も撤退し、それ以降は完全な無人島となった。このような経緯から、硫黄鳥島は沖縄県に属する島で、特異な歴史を有する。
硫黄鳥島の周囲は断崖で、かつての島民が設置した突堤が島南部の東西両海岸に位置しているが、船舶が接岸できる港は無い。大木（2002年）によると、東側の突堤は老朽化し、途中小さな艀に乗り換えて上陸したという。集落跡がグスク火山の中央火口丘の南にあるが、草木が繁茂しているのみで、他に雨水タンク、家屋の壁、硫黄を運搬する際に使用したトロッコのレール束が残存しているという。

## 久米島に移住した「鳥島」集落
島民らは久米島の5か所ある移住候補地から選定し、審査結果より具志川間切大田村字仲泊の馬場およびその周辺に決定した。移住受け入れ先の具志川間切の各村は、島民の移住を歓迎した。当地はソテツやアダンが生い茂る荒野であったが、近隣住民が開拓し家屋を建築した。移住した児童91人は具志川尋常小学校に編入され、増員に伴い、硫黄鳥島から運搬された資材で校舎は増築された。当集落に渡った島民らは、当初漁業に従事する者が多く、大正末期までカツオ漁業を行っていた。この時期より、鳥島集落の港に那覇を往復する汽船に貨客運搬を行う伝馬船が発着し始め、その後久米島島内における交通の要所として商店や旅館が立地、そして1969年（昭和44年）に同集落東海岸の埋め立て地に商業地域が形成された。1967年（昭和42年）に大田の一部から「鳥島」として大字が分離した。
集落西に位置する「七嶽（ななたき）神社」は、硫黄鳥島の7つの御嶽から採取した砂を壺に納め、それらを合祀し、毎年移住記念日の2月11日に例祭を行っている。当神社の境内には、硫黄鳥島からの移住を記念した碑が建立されている。鳥島集落の方言は久米島や沖縄本島中南部で話される方言と異なり、徳之島の方言との共通点が多く、「言語の島」を形成している。